# Анамирта коккулюсовидная
Анамирта коккулюсовидная (лат. Anamirta cocculus) — растение семейства Луносемянниковые, вид рода Анамирта, произрастающее в Индии, на Шри-Ланке и островах Юго-Восточной Азии.

## Биологическое описание

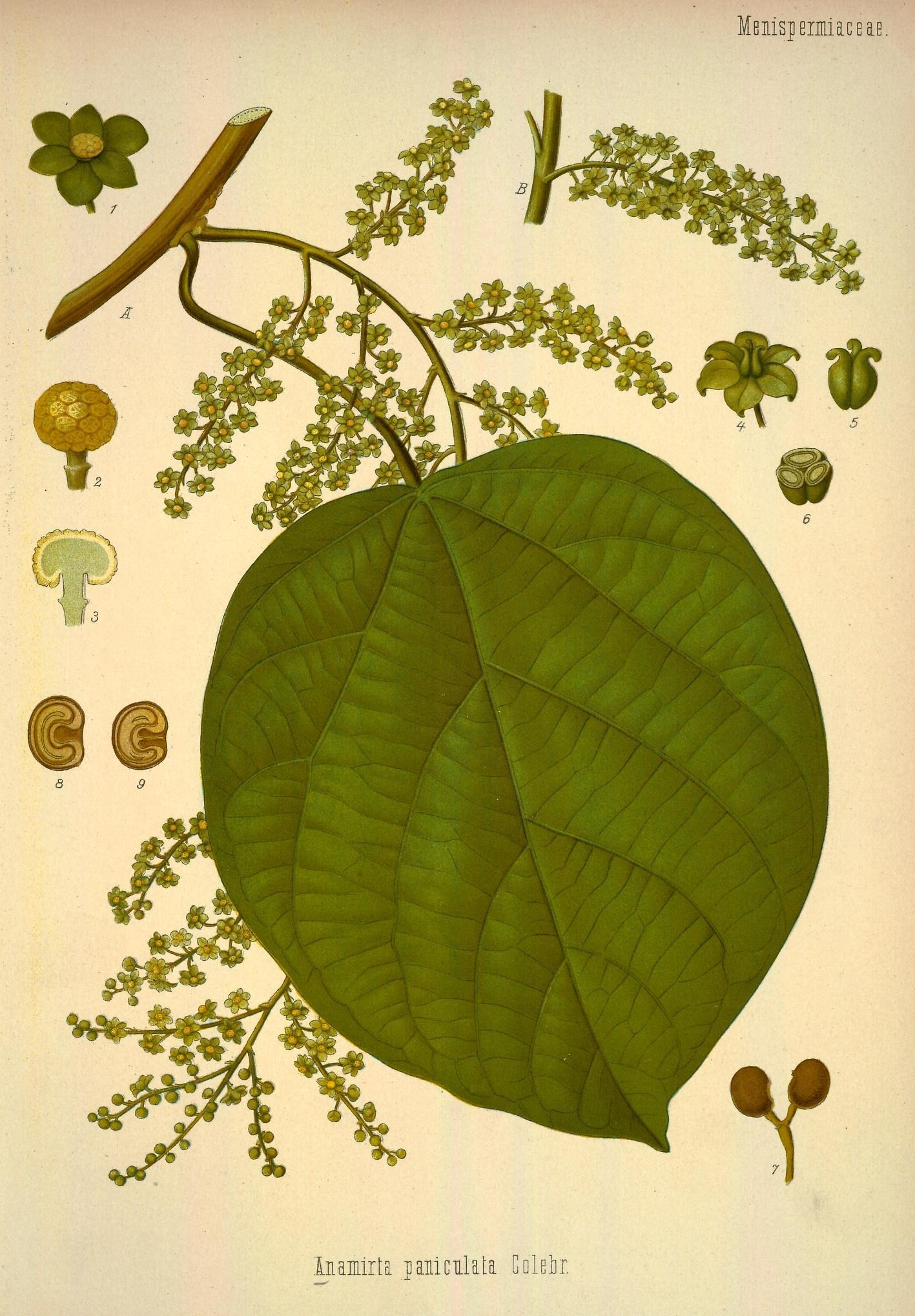
Анамирта коккулюсовидная.

Это крупная вечнозелёная лиана с деревянистым стволом, диаметром до 15 см Листья очередные крупные кожистые черешковые широкоовальные. Цветки мелкие невзрачные, собраны в крупные многоцветковые метёлки. Плоды — костянки, созревающие по 200—300 штук в каждой метёлке. Семя одно, почковидно-изогнутой формы, с маслянистым эндоспермом.

## Сырьё
Лекарственным сырьём являются созревшие высушенные костянки. Они имеют шаровидно-почковидную форму, на вогнутой стороне с желобком, морщинистые, тёмно-серые, диаметром 0,6-1 см Межплодник тонкий и хрупкий, под ним светло-бурая косточка. Вкус противно-горький.

## Химический состав
Высушенные костянки содержат, в количестве до 1,5 %, пикротоксин — сильный стимулятор центральной нервной системы, представляющий собой смесь пикротоксинина и пикротина. Это сесквитерпеновые лактоны без запаха, очень горькие на вкус, растворимые в горячей воде.

## Использование
Пикротоксин применяется как противоядие при отравлении барбитуратами. Он возбуждает дыхательный центр, повышает кровяное давление, замедляет пульс. При увеличении дозы (свыше 6 мг) вызывает судороги, вследствие спазма мускулатуры.
На родине растения его плоды применяются в качестве отравы для рыбы.